# Zhaoping (meteoryt)
Zhaoping – meteoryt żelazny z grupy IAB, znaleziony w czerwcu 1983 w regionie autonomicznym Kuangsi w Chinach. Meteoryt Zhaoping jest jednym z siedmiu zatwierdzonych meteorytów znalezionych w tej prowincji, a odnaleziony okaz waży ok. 2 ton. W wewnętrznej strukturze widoczne są figury Widmanstättena i linie Neumanna.